# 14962 Masanoriabe
14962 Masanoriabe è un asteroide della fascia principale. Scoperto nel 1996, presenta un'orbita caratterizzata da un semiasse maggiore pari a 3,1995661 UA e da un'eccentricità di 0,0243076, inclinata di 21,22142° rispetto all'eclittica.